# Mariä Himmelfahrt (Zell)

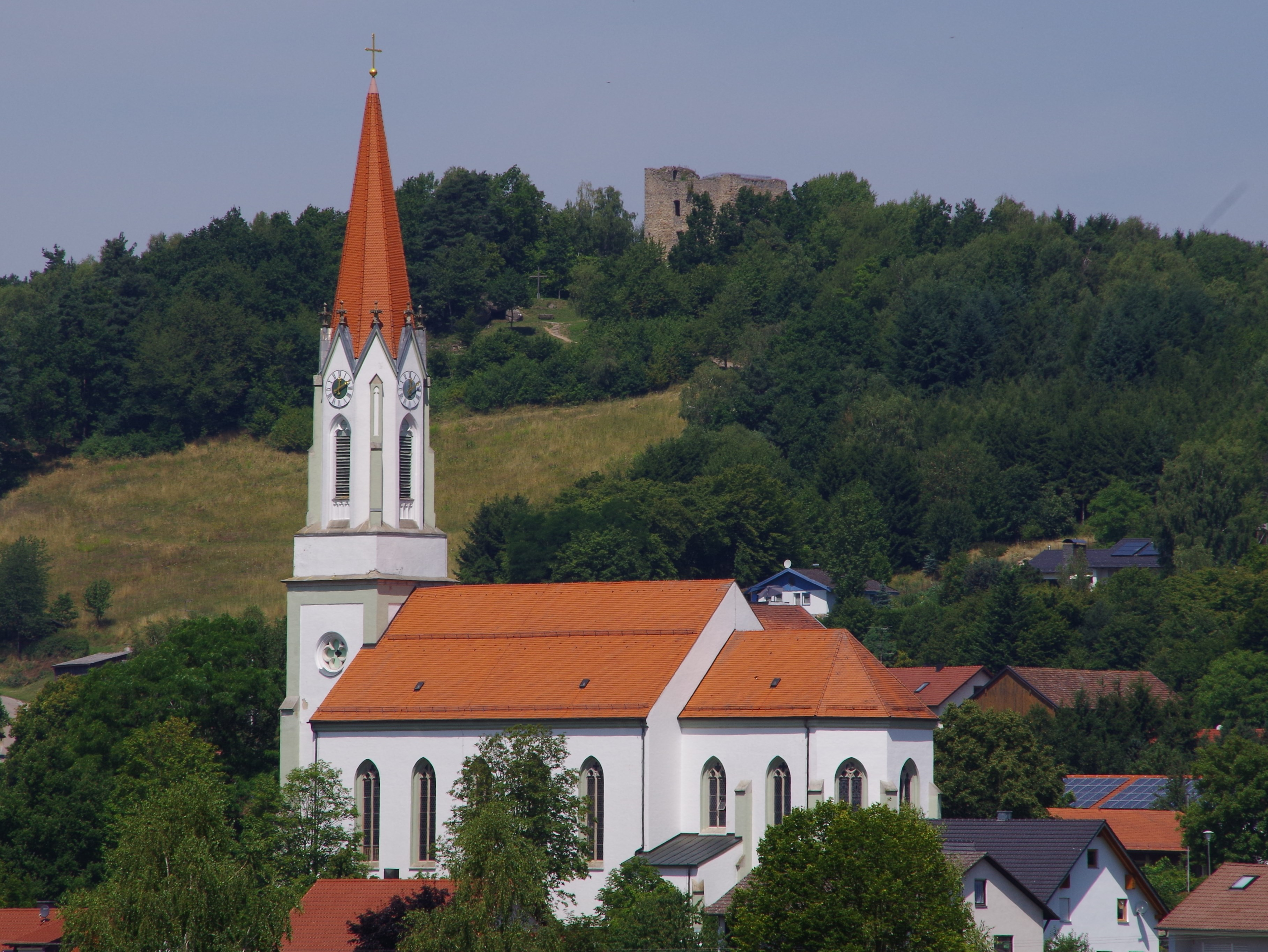
Mariä Himmelfahrt (Zell)

Die römisch-katholische, denkmalgeschützte Pfarrkirche Mariä Himmelfahrt steht in Zell, einer Gemeinde im Landkreis Cham in der Oberpfalz. Die Kirche gehört zum Bistum Regensburg. Das Bauwerk ist unter der Denkmalnummer D-3-72-167-1 als Baudenkmal in die Bayerische Denkmalliste eingetragen.

## Beschreibung
Die neugotische Saalkirche wurde 1878–86 erbaut. Sie besteht aus einem Langhaus, das mit einem Satteldach bedeckt ist, einem eingezogenen, dreiseitig geschlossenen, von Strebepfeilern gestützter Chor im Osten und einem Fassadenturm im Westen, auf dem ein achteckiger Aufsatz sitzt, der die Turmuhr und den Glockenstuhl beherbergt, und der mit einem spitzen Helm bedeckt ist.
Der Innenraum des Langhauses ist mit einer Flachdecke überspannt, der des Chors mit einem Netzrippengewölbe. Die Kirchenausstattung ist neugotisch.